# Aldo Fontana
Aldo Fontana (San Canzian d'Isonzo, 28 giugno 1935 – Monfalcone, 27 luglio 2013) è stato un calciatore italiano, di ruolo centrocampista.

## Carriera
Cresciuto nel Catania, nel 1953 viene prestato al Siracusa, in Serie C, categoria in cui va a segno 3 volte in 11 presenze. Debutta in Serie B nel 1954-1955 con il Parma, e l'anno seguente torna al Catania, sempre tra i cadetti.
Nel 1956 viene ceduto al Como, dove gioca sei campionati di Serie B consecutivi. In totale, negli otto anni disputati nella seconda serie, colleziona 161 presenze mettendo a segno 20 reti. Chiude poi la carriera vestendo per tre anni la maglia del Chieti e per due anni quella dello Spezia.

## Palmarès

### Club

#### Competizioni nazionali
- Serie D: 1

Spezia: 1965-1966